# George Henry Sanderson
George Henry Sanderson (né le 26 mai 1824 à Boston, Massachusetts, mort le 1er février 1893) est un homme politique américain du parti Républicain. Il a été maire de San Francisco entre 1891 et 1893.

## Biographie
Sanderson est né à Boston, Massachusetts, et se rend à San Francisco pendant la ruée vers l'or en 1849. Il a été le 22e maire de San Francisco entre le 5 janvier 1891 et le 3 janvier 1893.
Il meurt de maladie le 1er février 1893.